# Foglino
Il Foglino è una vasta macchia mediterranea, con una superficie di 550 ettari, a sud di Nettuno, posta al confine tra la città e la provincia di Latina. 

## Descrizione

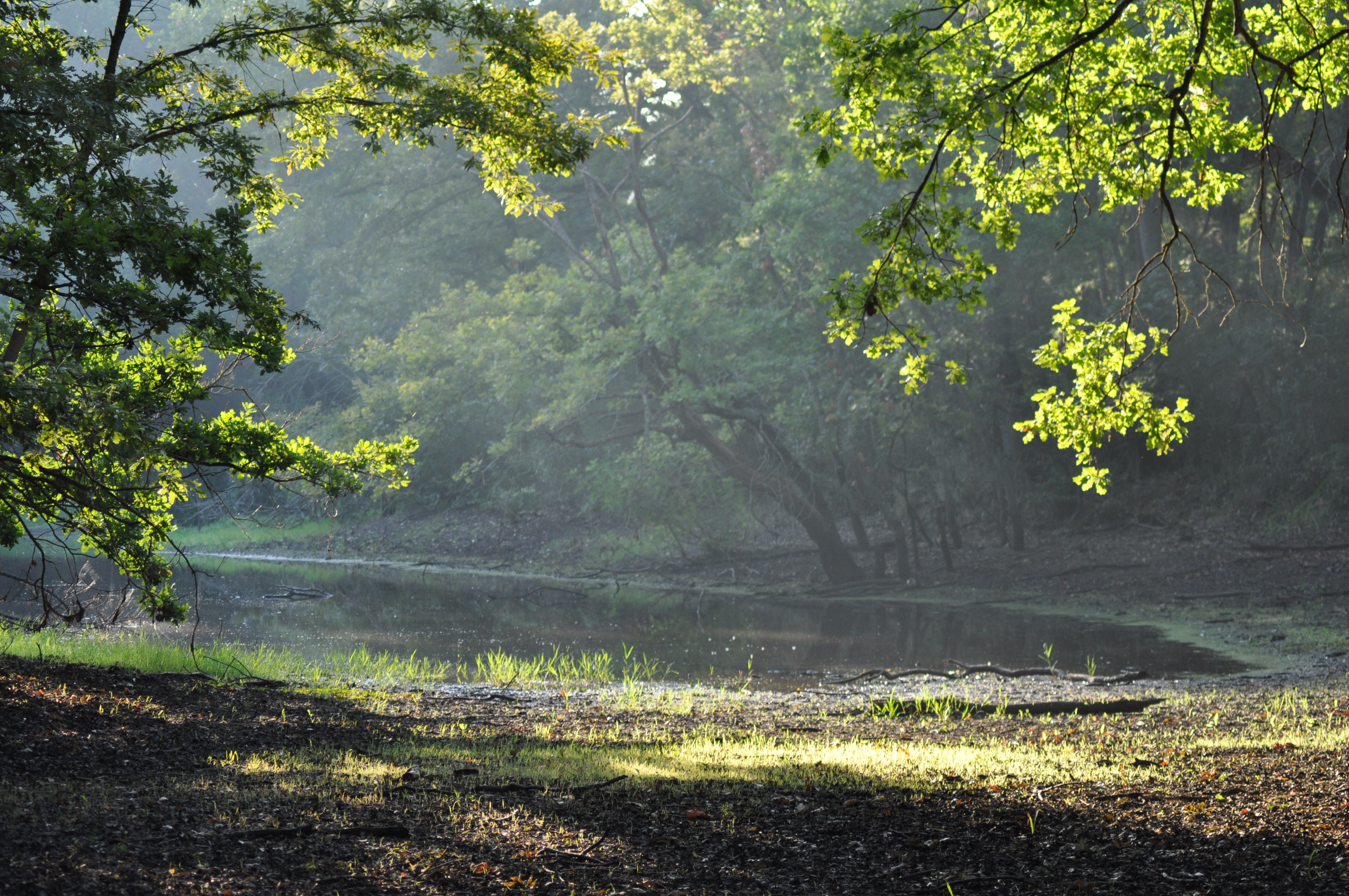
Scorcio dello stagno del Bosco di Foglino in un mattino estivo

Il bosco è un lembo residuo della vasta foresta chiamata "antica Selva del Circeo e di Terracina", in passato si estendeva tra Roma e Napoli, a circa 5 km dal mare. Costituito da un querceto misto, presenta diverse specie di animali e piante, anche se dopo le bonifiche delle paludi compiute negli anni trenta, con la positiva conseguente sconfitta della malaria, il suo habitat è notevolmente cambiato, con un ampliamento delle zone ad uso agricolo e pastorale, a discapito di quelle boschive. Nell'Italia centrale sono pochi i lembi dell'antica foresta. 
Nella foresta crescono circa 400 specie di piante, tra cui le più comuni sono il farnetto (Quercus frainetto), il cerro (Quercus cerris), l'erica da scope (Erica scoparia). Sono presenti numerose specie di orchidee selvatiche come Serapias lingua, Serapias parviflora, Orchis provincialis. Un ambiente particolarmente diffuso nel bosco sono le piccole pozze temporanee, che si riempiono di acqua in inverno e si asciugano in estate. Questo habitat è protetto dalla Direttiva Natura2000 dell'Unione Europea e ospita specie estremamente rare come Isoetes hystrix, Isoetes velata (specie in pericolo di estinzione a livello italiano) Radiola linoides, Laurentia gasparrinii, Illecebrum verticillatum.
Nel bosco crescono numerosissime specie di funghi, in particolare un tipo di fungo porcino, chiamato Boletus aestivalis: si trova sotto le latifoglie, ed è possibile trovarlo a metà maggio. La fauna è molto ricca, soprattutto in piccoli animali. È presente un'importante popolazione di tartaruga d'acqua europea (Emys orbicularis). Sono numerosi gli anfibi: rana dalmatina, rana verde, tritone. L'avifauna è ricca di piccoli uccelli di bosco e di numerosi rapaci: poiana comune, biancone, sparviero. Nel bosco sono presenti due laghetti: il laghetto Granieri, purtroppo molto inquinato e degradato, e la "piscina" di Vallone Cupo, di straordinario interesse ambientale. L'Università Agraria di Nettuno ne gestisce l'habitat naturale. Il bosco è Sito di Interesse Comunitario (SIC IT6030048).